# Premiul Simion Stoilow
Premiul Simion Stoilow este oferit de Academia Română pentru realizări deosebite în domeniul matematicii. Este denumit în onoarea lui Simion Stoilow. 
Premiul este acordat fie pentru o lucrare, fie pentru un ciclu de lucrări din domeniul respectiv (mataematica). A fost înființat în 1963 și se acordă anual. Premiile Academiei Române pentru un an anume sunt acordate doi ani mai târziu.

## Persoane premiate
Premiului Simion Stoilow a fost acordat următoarelor persoane: 
- 2020: Victor Daniel Lie[2]
- 2016: Aurel Mihai Fulger[3]
- 2016: Arghir Dani Zărnescu[4]
- 2015: Fără premiu
- 2014: Florin Ambro[5]
- 2013: Petru Jebelean[6]
- 2012: George Marinescu [7]
- 2011: Dan Timotin[8]
- 2010: Laurențiu Leuștean; Mihai Mihăilescu [9]
- 2009: Miodrag Iovanov; Sebastian Burciu[10]
- 2008: Nicolae Bonciocat; Călin Ambrozie[11]
- 2007: Cezar Joița; Bebe Prunaru; Liviu Ignat[12]
- 2006: Radu Pantilie[13]
- 2005: Eugen Mihăilescu, pentru lucrarea „Estimări pentru dimensiunea stabilă pentru hărți holomorfe”; Radu Păltânea, pentru ciclul lucrărilor "Teoria aproximării folosind operatori liniari pozitivi"
- 2000: Liliana Pavel, pentru cartea Hipergrupuri („Hypergroups”)[14]
- 1995: Fără premiere
- 1994: Fără premiere
- 1993: Fără premiere
- 1992: Florin Rădulescu
- 1991: Ovidiu Cârjă
- 1990: Ștefan Mirică
- 1989: Gelu Popescu
- 1988: Cornel Pasnicu
- 1987: Călin-Ioan Gheorghiu; Titus Petrila
- 1986: Vlad Bally; Paltin Ionescu
- 1985: Vasile Brânzănescu; Paul Flondor; Dan Polisevschi; Mihai Putinar
- 1984: Toma Albu; Mihnea Colțoiu; Dan Vuza
- 1983: Mircea Puta [15] ; Ion Chițescu; Eugen Popa
- 1982: Mircea Craioveanu; Mircea Puta
- 1981: Lucian Bădescu
- 1980: Dumitru Gașpar; Costel Peligrad; Mihai Pimsner; Sorin T. Popa
- 1979: Dumitru Motreanu; Dorin Popescu; Ilie Valusescu
- 1978: Aurel Bejancu; Gheorghe Micula
- 1977: Alexandru Brezuleanu; Nicolae Radu; Ion Văduva
- 1976: Zoia Ceaușescu ; Ion Cuculescu; Nicolae Popa
- 1975: Șerban Strătilă; Elena Stroescu; László Zsidó
- 1974: Ioana Ciorănescu; Dan Pascali; Constantin Vârsan
- 1973: Vasile Istrătescu; Ioan Marusciac; Constantin Năstăsescu; Veniamin Urseanu
- 1972: Bernard Bereanu; Nicolae Pavel; Gustav Peeters; Elena Moldovan Popoviciu
- 1971: Nicolae Popescu
- 1970: Viorel Barbu ; Dorin Ieșan
- 1969: Ion Suciu
- 1968: Petru Caraman
- 1967: Constantin Apostol
- 1966: Dan Burghelea; Cabiria Andreian Cazacu; Aristide Deleanu
- 1965: Nicu Boboc; Alexandru Lascu
- 1964: Nicolae Dinculeanu; Ivan Singer
- 1963: Lazăr Dragoș; Martin Jurchescu[16]